# Řasožraví
Řasožraví (Myxophaga) je nejmenší podřád brouků, který popsal Crowson v roce 1955.
Obsahuje 4 čeledi a v nich asi 100 druhů drobných brouků. Nejmenší nedosahují ani 1 mm, ti největší mají okolo 3 mm.

Obývají hygropetrické biotopy, kde je voda a vlhko. Žijí v plytkých tekoucích vodách s hojným vodním rostlinstvem, na ostřikovaných stěnách peřejí a vodopádů bohatě porostlých řasami nebo ve vlhké hrabance, mechu a v bažinách. Brouci i larvy se živí řasami.

Brouci mají prothorax se zřetelným notopleurálním švem, redukovanou křídelní žilnatinu, křídla v klidu složena poskládáním směrem nahoru.

Larvy široce oválného obrysu se silně skloněnou hlavou žijí ve vodě, jsou poměrně nohaté a některé mají zvláštní výrůstky po celém těle. Dýchají tracheálními žábrami.

Žijí roztroušeně téměř po celém světě. V České republice se vyskytuje jen jediný zástupce v čeledi Sphaeriusidae (=Microsporidae). Nejvíce jich žije v Jižní Americe, Africe a východní Asií.

## Taxonomie
- nadčeleď Sphaeriusoidea Lawrence et Newton, 1995
  - čeleď Hydroscaphidae LeConte, 1874
  - čeleď Sphaeriusidae Erichson, 1845 (=Microsporidae Crotch, 1873) - kulovníčkovití
- čeleď Lepiceridae Hinton, 1936
- čeleď Torridincolidae Steffan, 1964[1]